# تشارلي ديكستر
تشارلي ديكستر (بالإنجليزية: Charlie Dexter)‏ هو لاعب كرة قاعدة أمريكي، ولد في 15 يونيو 1876 في إيفانسفيل في الولايات المتحدة، وتوفي في 9 يونيو 1934 في سيدار رابيدز في الولايات المتحدة.

## وصلات خارجية
- تشارلي ديكستر على موقعبيزبول رفرنس.كوم (الدوري الرئيسي) (الإنجليزية)